# Chia (criptomoneda)
Chia és una criptomoneda on la mineria es basa en la quantitat d’espai d’emmagatzematge en disc dur que s'hi dedica en lloc de poder de processament, com passa amb les criptomonedes de prova de treball com Bitcoin. La plataforma va ser creada per una empresa anomenada Chia Network, valorada en 500 milions de dòlars en una recent ronda d’inversions, afirmant que vol fer una sortida a borsa abans de finals de 2021.

## Història
Chia Network va ser fundada el 2017 pel programador nord-americà Bram Cohen, autor del protocol BitTorrent. A la Xina, l'emmagatzematge abans del llançament del maig del 2021 va provocar un augment del preu de les unitats de disc dur (HDD) i les unitats d’estat sòlid (SSD). També es va informar d’escassetat a Vietnam. Phison, una empresa taiwanesa de fabricació d’electrònica, va estimar que els preus de les SSD augmentaran un 10% el 2021 com a conseqüència de Chia. El fabricant de discs durs Seagate va dir el maig del 2021 que la companyia experimentava comandes fortes i que el personal treballava per "ajustar-se a la demanda del mercat". Al maig de 2021, Gene Hoffman, el president de Chia Networks, va admetre que "hem destruït la cadena de subministrament a curt termini" per als discs durs. També preocupa el fet que el procés de mineria pot ser perjudicial per a la vida útil de les unitats.

## Programari
Actualment el programari Chia Network s'executa en windows, macos i linux. (https://www.chia.net/download/)